# 石知田
石知田（英語：Chih-Tian Shih，1990年12月10日—）臺灣演員、模特兒。畢業於國立臺灣師範大學附屬高級中學、國立臺灣大學土木工程學系。
拍攝過電影《軍中樂園》《五月一号》《我的少女時代》《極樂宿舍》《比悲傷更悲傷的故事》及公益微電影《Gravity Zero 無重力》，大學時參與臺大學生製片影集《Project10》。18歲時曾獲得第五屆捷運盃街舞大賽少年組冠軍。
在2020年11月和朋友創辦YouTube頻道《宇宙田心 x 無敵冠頭》，2021年6月與賴晏駒開設Podcast《兩光人》。

## 演出作品

### 電影
| 年份 | 片名                           | 飾演               | 導演                    |
| 2014 | 《軍中樂園》                   | 茶室新學弟- 王成良 | 鈕承澤                  |
| 2015 | 《五月一号》                   | 小林克銘           | 周格泰                  |
| 2015 | 《我的少女時代》               | 馬思遠 (客串)      | 陳玉珊                  |
| 2016 | 《極樂宿舍》                   | 王極樂             | 林世勇                  |
| 2017 | 《帶我去月球》                 | 大包               | 謝駿毅                  |
| 2018 | 《比悲傷更悲傷的故事》         | 張哲凱 (少年時)    | 林孝謙                  |
| 2018 | 《The Very Last Day 最後一日》 | 何定龍             | 周雅立                  |
| 2020 | 《失路人》                     | 臺仔               | 張志威、林芷芸          |
| 2020 | 《戀戀豆花》                   | (客串)             | 今關明好 (今関あきよし) |
| 2021 | 《靈語》                       | 張山峰             | 蘇皇銘                  |
| 2022 | 《罪後真相》                   | 傅霖               | 陳弈甫                  |

### 劇集
| 年份 | 劇名                               | 角色       | 頻道                                          |
| 2016 | 《麥田投手》                       | 阿拓       | 公視_人生劇展                                 |
| 2016 | 《原來1家人》                      | 推特       | 中視主頻 衛視中文台 LINE TV                   |
| 2016 | 《遺憾拼圖》                       | 世光       | 台視主頻 TVBS歡樂台 LINE TV                   |
| 2016 | 《滾石愛情故事-鬼迷心竅》          | 王志昇     | 愛奇藝                                        |
| 2016 | 《植劇場－姜老師，妳談過戀愛嗎？》 | 姜志宏     | 台視主頻                                      |
| 2017 | 《東區小巷的大廟》                 | Andy       | CHOCO TV                                      |
| 2019 | 《日據時代的十種生存法則》         | 秦得隆     | 客家電視台 公視+                              |
| 2019 | 《強風吹拂》                       | 范楊       | 優酷視頻                                      |
| 2019 | 《天堂的微笑》                     | 傅家聲     | TVBS歡樂台                                    |
| 2020 | 《妖怪人間》                       | 鹿計       | 公視 Netflix 公視+ LINE TV CATCHPLAY+ MyVideo |
| 2020 | 《廢財闖天關》                     | 月老       | 三立都會台 華視主頻 愛奇藝                    |
| 2021 | 《We Best Love》                   | 余真軒     | WeTV                                          |
| 2021 | 《廢財闖天關2》                    | 月老/Mr.柴 | 三立優質華劇                                  |
| 2021 | 《池塘怪談》                       | 阿丁       | MyVideo 公視+                                 |
| 2021 | 《如果花知道》                     | 向以恆     | 衛視中文台 中視(2024)                         |
| 2022 | 《白書》                           | 顏午玄     | 公視                                          |
| 2023 | 《最佳利益2－決戰利益》            | 謝振霖     | 公視 八大戲劇台                               |
| 2024 | 《小菁與言言》                     | 耀升       | YouTube                                       |
| 2024 | 《Q18量子預言》                    | 白子       | 公視 Netflix 公視+ LINE TV                    |
| 2025 | 《火車來去》                       | 黃俊良     | 華視 公視台語台                               |
| 2025 | 《如果我不曾見過太陽》             |            |                                               |
| 2025 | 《男公館》                         |            |                                               |

### 微電影／短片
- 2011 臺大學生製片影集《Project10》
- 2012 師大附中 65th 校慶 《藍天之子》[19]
- 2012 《Gravity Zero 無重力》飾：小森
- 2012 黑松沙士《好久沒喝沙士了》
- 2012 2012微電影接力賽 花生-工地篇 《毛玻璃》
- 2013 政大學生製片《幸運星》飾：以諾
- 2016 朝陽傳播 20th 畢製《逆手刀》飾：阿弘
- 2016 momo購物網全新形象系列《你更喜歡自己的地方 | 從我到我們篇＆從我們到我篇》
- 2017 師大附中 70th 校慶微電影《回首是藍天》飾：Michael（少年時）
- 2017 天晴事務所《回憶的房間》飾：楊青
- 2017 華南銀行 《時光，請慢點走》飾：山仔
- 2018 第40屆金穗獎影展《靈魂夢魘 Behind the Dream》 飾：林祥
- 2019 高雄動畫VR短片《落難神像》
- 2019 TOYOTA 2019最新品牌微電影《繭。初心》[20]
- 2021 高雄電影節開幕片「隔離丁尼」短片集《我在隔離中》

### MV演出
| 年份 | 歌名               | 歌手        |
| 2012 | 《漂流木》         | 謝沛恩      |
| 2016 | 《我愛我自己》     | 袁詠琳      |
| 2017 | 《Baby Stop》      | 顏卓靈      |
| 2017 | 《偷故事的人》     | 張惠妹      |
| 2019 | 《左右》           | 廖文強      |
| 2019 | 《正想著你呢》     | 持修        |
| 2021 | 《不完美的完美》   | 朱俐靜      |
| 2021 | 《唯一寫過的情書》 | 周予天      |
| 2023 | 《掩蓋》           | 蓋兒·蘇菲佳 |

### 劇場
- 釵 CHAI PARTY[21]，飾：賈寶玉

### 綜藝節目
- 微波爐男孩的假期
- 花甲少年趣旅行

## 出版作品

### 個人著作
| 出版日期     | 書名         | 出版社   | ISBN               |
| 2022年9月1日 | 《石光乍現》 | 聯經出版 | ISBN 9789570864854 |

## 廣告
- 我的美麗日記-黑珍珠十週年
- 台啤微醺系列-秋柚啤酒
- 新北市政府觀光局：天燈篇
- 「茶裏王」給單純的孩子：不甘世故，就回甘（茶裏王：幾歲篇）
- 錦鋐氣密窗 Window is Life
- KYMCO VJR 125 敢秀我最型（光陽機車 VJR 125 敢秀我最型）
- 2016TIBE台北國際書展CF
- 脈動飲料《Amazing Shooter篇》
- 臺大電影節「首屆臺大電影獎」形象大使
- 百度外賣：人生不過76000多頓飯
- 2018 覺醒音樂祭：首支CF
- PAZZO A'room 香遇美好系列 形象大使[22]
- Travel with ASUS ZenFone 5Q[23]
- 中華電信│HiNet光世代│ Hi!Netflix方案隆重登場

## 外部連結
- 石知田 Chihtian Shih的Facebook專頁
- 石知田的Instagram帳戶
- 石知田的新浪微博
- 石知田的X（前Twitter）
- 石知田在互联网电影资料库（IMDb）上的資料（英文）
- 石知田在香港影庫上的簡介